# 1410 Margret
1410 Margret је астероид главног астероидног појаса. Приближан пречник астероида је 19,1 ,
а средња удаљеност астероида од Сунца износи 3,020 астрономских јединица (АЈ).
Инклинација (нагиб) орбите у односу на раван еклиптике је 10,349 степени, а орбитални период износи 1917,838 дана (5,250 година). Ексцентрицитет орбите астероида износи 0,101.
Апсолутна магнитуда астероида износи 11,1 а геометријски албедо 0,176.
Астероид је откривен 8. јануара 1937. године.